# Зефирхилс (Флорида)
Зефирхилс (енгл. Zephyrhills) град је у америчкој савезној држави Флорида. По попису становништва из 2010. у њему је живело 13.288 становника.

## Демографија
Према попису становништва из 2010. у граду је живело 13.288 становника, што је 2.455 (22,7%) становника више него 2000. године.
| Група             | 2000.         | 2010.          |
| Белци             | 9.720 (89,7%) | 10.936 (82,3%) |
| Афроамериканци    | 302 (2,8%)    | 648 (4,9%)     |
| Азијати           | 121 (1,1%)    | 187 (1,4%)     |
| Хиспаноамериканци | 545 (5,0%)    | 1.386 (10,4%)  |
| Укупно            | 10.833        | 13.288         |

## Познате личности
- Глорија Макензи - добитница друге највеће премије у лотоу, амерички Пауербол - 590 милиона долара[2]